# Schwarze Liste invasiver Arten
Die Schwarze Liste invasiver Arten (auch Warnlisten) bezeichnet umgangssprachlich Projekte zu Neobiota in verschiedenen Ländern.

## Hintergrund
Die globalisierten Verkehrswege haben Folgen für die lokale Biodiversität vieler Regionen: Viele Arten werden durch menschlichen Einfluss (Transport über Flugzeuge, Schiffe etc.) in Lebensräume eingebracht, in denen sie in unserem Erdzeitalter nicht heimisch waren. Manche Arten verbreiten sich auch aufgrund geänderter Klimabedingungen ohne direkte Hilfe des Menschen. Oft finden sie in den neu besiedelten Regionen zunächst wenig Fressfeinde bzw. Konkurrenten vor und können sich rasant ausbreiten.
Die Terminologie bei dem Phänomen ist sehr uneinheitlich: Im englischen Sprachraum werden vornehmlich Begriffe wie invasive species o. ä. genutzt, die verschieden ausgelegt werden und nicht zwischen verschiedenen Tiergruppen oder Eigenschaften der Art differenzieren. Die International Union for Conservation of Nature and Natural Resources (IUCN) unterscheidet in ihren Definitionen zwischen alien species und invasive alien species. Alien species sind Arten, die durch menschlichen Einfluss in ein fremdes Gebiet eingeschleppt wurden. Das Attribut „invasiv“ wird Arten zugeschrieben, die in ihrem neuen Lebensraum bereits heimische Arten verdrängen. Für die naturschutzfachliche Wertung spielen daher auf räumlicher Ebene die invasiven Arten als langfristiges Phänomen eine größere Rolle.
In der ökologischen Forschung gibt es einen breiten Diskurs über Auswirkungen, Bedeutung und Wertung dieses biogeographischen Phänomens. Auch hat sich der Forschungszweig der Invasionsbiologie herausgebildet. Das deutsche Bundesamt für Naturschutz (BfN) macht allerdings im Vorwort zu seiner ersten Schwarzen Liste 2010 deutlich:

„Die absichtliche Einfuhr und das unbeabsichtigte Einschleppen gebietsfremder Arten stellen weltweit eine wichtige Gefährdungsursache für die biologische Vielfalt dar.“

## Schwarze Liste der Europäischen Union
Die Europäische Union hat die Europäische Kommission beauftragt, eine Liste invasiver gebietsfremder Arten von unionsweiter Bedeutung zu erarbeiten und mindestens alle sechs Jahre zu aktualisieren. Diese hat diese sogenannte „Unionsliste“ zunächst 2016 mit 37 Tier- und Pflanzenarten veröffentlicht; als Schwarze Liste wird sie nicht bezeichnet. 2017, 2019 und 2022 veröffentlichte sie weitere Durchführungsverordnungen zur Aktualisierung und Erweiterung der Unionsliste, die in Europa nicht beheimatet sind, hier die Artenvielfalt und Ökosysteme gefährden und gemeinsame Gegenmaßnahmen erfordern, deren Ein- und Ausbringen, Befördern, Halten, Vermehren und Freisetzen daher verboten ist und zu deren Erkennung und Kontrolle damit jeder Mitgliedstaat Maßnahmen zu ergreifen hat. In der Liste finden sich beispielsweise die Nilgans (Alopochen aegyptiacus), der Marderhund (Nyctereutes procyonoides) oder die Bisamratte (Ondatra zibethicus).

## Schwarze Listen in Deutschland
In Deutschland stellt die Schwarze Liste ein taxon- und länderübergreifendes Bewertungskonzept zu gebietsfremden Arten in Mitteleuropa dar. Seit 2010 gibt das Bundesamt für Naturschutz solche Listen heraus. Der Begriff „Schwarze Liste“ ist mittlerweile veraltet. Die Einstufung der Arten erfolgt mithilfe der naturschutzfachlichen Invasivitätsbewertung, wobei anhand bestimmter Kriterien geprüft wird, ob die Art als potenziell invasiv oder als invasiv gelten kann. Bei den als invasiv geltenden Arten wird weiterhin abgestuft, ob die Art der Warnliste, der Aktionsliste oder der Managementliste zugeordnet wird. Für potenziell invasive Arten wird in Handlungsliste und Beobachtungsliste unterschieden, siehe auch BfN-Skripten 401.
Das Bundesamt für Naturschutz arbeitet seit 2010 an Listen für verschiedene taxonomische Bereiche. Bisher erschienen sind Listen für die folgenden Artengruppen
- Gefäßpflanzen (2013), BfN-Skripten 352[8]
- Wirbeltiere (2015), BfN-Skripten 409[9]
- aquatische Pilze, niedere Pflanzen und wirbellose Tiere (2017), BfN-Skripten 458[10]
- terrestrische Moose, Flechten und Pilze (2021), BfN-Skripten 603[11]
- terrestrische wirbellose Tiere – Non-Insecta (2022), BfN-Skripten 626[12]

Weiterhin wurde 2010 eine „Warnliste“ noch nicht in Deutschland vorkommender Tier- und Pflanzenarten entwickelt (BfN-Skripten 331). Auf Grund von Kenntnisfortschritten, aber auch wegen der sich ändernden Verbreitung und Auswirkungen von gebietsfremden Arten, werden die Einstufungen in regelmäßigen Abständen überprüft und angepasst.

### Schwarze Listen invasiver Fische für Deutschland und für Österreich
2010 veröffentlichte das BfN die erste Schwarze Liste für invasive Fische in Österreich und Deutschland. Das BfN-Skript führt Einstufungsergebnisse für 31 bzw. 30 gebietsfremde Fischarten für Deutschland bzw. für Österreich auf.

### Schwarze Liste der Gefäßpflanzen in Deutschland
Als zweite Schwarze Liste wurde 2013 eine erste Einstufung von invasiven Gefäßpflanzen in Deutschland erarbeitet. Sie ist in drei Kategorien unterteilt: Die Warnliste (noch nicht wild vorkommender Pflanzenarten), die Aktionsliste und die Managementliste.

## Schwarze Listen in der Schweiz
Die 1991 gegründete Schweizerische Kommission für die Erhaltung von Wildpflanzen SKEW gibt seit 2008 Listen invasiver Neophyten sowie gefährlicher einheimischer Giftpflanzen (wie Jakobs-Greiskraut) in der Schweiz heraus. Daneben veröffentlicht sie Poster zu invasiven Neophyten für Ausstellungen, Schulen etc. Auch sammelt sie die Funde neuer invasiver Arten in der Schweiz.